# Raión de Borzna
Borzná (en ucraniano: Борзнянський район) fue un raión o distrito de Ucrania en el óblast de Chernígov. En la reforma territorial de 2020, su territorio fue incluido en el raión de Nizhyn.
Comprendía una superficie de 1600 km².
La capital era la ciudad de Borzná.

## Demografía
Según estimación 2010 contaba con una población total de 36252 habitantes.

## Otros datos
El código KOATUU es 7420800000. El código postal 16400 y el prefijo telefónico +380 4653.